# Alyssum stribrnyi
Alyssum stribrnyi là một loài thực vật có hoa trong họ Cải. Loài này được Velen. mô tả khoa học đầu tiên năm 1891.